# Bertoki
Bertoki (italijansko Bertocchi) so naselje v Slovenski Istri z okoli 1.000 prebivalci, v neposredni bližini Kopra, južno od hitre ceste in gospodarsko-obrtne cone Sermin.
Naselje se nahaja na območju, kjer avtohtono živijo pripadniki italijanske narodne skupnosti in kjer je poleg slovenščine uradni jezik tudi italijanščina.
Bertoki ležijo na položnem valovitem pobočju, ki se spušča od Čežarjev proti morju, ob cesti Koper–Trst. V okolici so ugodne razmere za poljedelstvo in sadjarstvo, kmetujejo pa predvsem starejši. Na območju sedanjega Škocjanskega zatoka so bile do prve svetovne vojne soline. Leta 1989 je bilo iz Bertokov izločeno ozemlje naselja Prade.
V vasi je tudi cerkev Marijinega Vnebovzetja, z 29 m visokim zvonikom, ki nedvomno kaže beneške vzore.

## Zgodovina
V 2. polovici 8. stoletja je Istra prešla izpod bizantinske pod frankovsko oblast. Leta 840 je bila Istra priključena k Italskemu kraljestvu, leta 952 kot del Furlanske marke vključena v Nemško cesarstvo, po letu 1209 je imel položaj istrskega mejnega grofa oglejski patriarh. Že od sedemdesetih let 9. stoletja so istrska mesta občasno občutila vpliv Benetk, vendar so se kljub temu, vključno s Koprom, še samostojno razvijala in oblikovala lastno upravo in zakonodajo. Koper je leta 1279 moral sprejeti oblast Benetk, ki je trajala vse do propada republike leta 1797. Nekdaj so koprske soline segale prav do vasi, ki je v 18. stoletju nosila ime Lazaretto, ime Lazaret še danes nosi osrednji del vasi s cerkvijo. Brez dvoma po tamkajšnji veliki zgradbi, v kateri je bila za časa Benečanov vojaška bolnišnica, po letu 1797 pa rezidenca ene od koprskih plemiških rodbin.
Po propadu je Istra za kratek čas spadala pod Napoleonovo Francijo.  Od leta 1797 do leta 1813 so si Francozi in Avstrijci podajali celotno ozemlje Istre.
Po Napoleonovem porazu v Rusiji in pri Waterlooju je Istra po določbah Dunajskega kongresa ostala pod avstrijsko nadoblastjo. Z razpadom Avstro-Ogrske ob koncu prve svetovne vojne leta 1918 in po podpisu mirovne pogodbe v Rapallu novembra 1920, ter med 2. svetovno vojno so bili Bertoki s preostalo slovensko Istro v okviru Italije, po vojni, med letoma 1945 in 1954 pa del cone B Svobodnega tržaškega ozemlja.
Angloameričani so upravljali njegov severni del (cono A), ki je obsegala Trst z okolico in železniško progo Trst-Gorica. Cona B, ki je obsegala severni del Istre do reke Mirne, je bila pod jugoslovansko vojaško upravo. Z londonskim memorandumom iz leta 1954 je STO prenehalo obstajati, cona B pa je bila priključena Jugoslaviji. Dokončno je bila meja med Italijo in Jugoslavijo potrjena z osimskim sporazumom, ki sta ga podpisali Socialistična federativna republika Jugoslavija in Republika Italija 10. novembra 1975 v italijanskem mestu Osimo.